# 上闭集合

集合 {1,2,3,4}的幂集代数，其中绿色部分组成上部集合↑{1} ，白色部分组成下部集合 ↓{2,3,4}。

在数学中，上部集合（向上闭合集合）是给定偏序集合 (X,≤) 的子集 Y，使得对于所有元素 x 和 y，如果 x 小于等于 y，并且 x 是 Y 的一个元素，则 y 也在 Y 中。更加形式的说 
{\displaystyle \forall x\forall y\left[x\leq y\land x\in Y\Rightarrow \;y\in Y\right]}
对偶概念是下部集合(向下闭合集合)，它是给定偏序集合 (X,≤) 的任何子集 Y，使得对于所有元素 x 和 y，如果 x 小于等于 y，并且 y 是 Y 的一个元素，则 x 也在 Y 中。更加形式的说 
{\displaystyle \forall x\forall y\left[x\leq y\land y\in Y\Rightarrow \;x\in Y\right]}

## 性质
所有偏序集合都是自身的上闭集合。上闭集合的交集还是上闭集合。任何上闭集合的补集都是下闭集合，反之亦然。
给定偏序集合 (X,≤)，用包含关系排序的 X 的下闭集合的家族是完全格，下闭集合格 O(X)。
给定有序集合 X 的任意子集 Y，包含 Y 的最小的上闭集合使用上箭头指示为 ↑Y。对偶的，包含 Y 的最小下闭集合使用下箭头指示为 ↓Y。下闭集合被称为主要的，如果它有 ↓{x} 的形式，这里的 x 是 X 的一个元素。一个有限有序集合 X 的所有的下闭集合 Y 等于包含 Y 的所有极大元的最小下闭集合：Y = ↓Max(Y)，这里的 Max(Y) 指示包含 Y 的极大元素的集合。
有向下闭集合叫做序理想。
任何上闭集合的极小元形成一个反链（antichain）。反过来任何反链 A 确定一个上闭集合 {x：对于 A 中某个 y, x ≥ y}。对于满足降链条件的偏序，在反链和上闭集合之间这种对应是一对一的，但对于更一般的偏序这不为真。

## 序数
序数通常被当作所有更小序数的集合。所以序数严格是序数的下闭集合。

## 引用
- Blanck, J. (2000) "Domain representations of topological spaces". Theoretical Computer Science, 247, 229–255.
- Hoffman, K. H. (2001), The low separation axioms (T0) and (T1)
- Davey, B.A., and Priestley, H. A.  Second Edition. Cambridge University Press. 2002. ISBN 978-0-521-78451-1.